# 쓰쿠노촌
쓰쿠노촌(일본어: 踞尾村)은 일본 오사카부 오토리군·센보쿠군에 설치되었던 촌이다. 현재의 사카이시 니시구에 해당한다.